# Жорже Карлуш Фонсека
Жорже Карлуш Фонсека (порт. Jorge Carlos Fonseca; нар. 29 жовтня 1950, Мінделу, Кабо-Верде) — юрист, професор університету, політик Кабо-Верде. Виграв президентські вибори в Кабо-Верде в 2011 році, отримавши в першому турі 37,4 % голосів, а в другому — 54,2 %. На виборах був підтриманий опозиційним «Рухом за демократію».

## Біографія
Жоржі Фонсека здобув вищу освіту в Лісабоні, закінчивши зі ступенем магістра юридичний факультет Лісабонського університету.
- Помічник стажиста, помічник, асистент юридичного факультету Лісабонського університету (1982–1990);
- Науковий співробітник Max-Planck Institut für ausländishes und internationales Strafrecht (1986);
- Професор права і кримінального процесу в інституті судової медицини в Лісабоні (1987);
- Професор і директор резидент курсу в області права та державного управління в Університеті Східної Азії-Макао (1988–1990);
- Генеральний директор з питань імміграції та консульської служби МЗС Кабо-Верде (1975–1977);
- Генеральний секретар МЗС Кабо-Верде (1977–1979);
- Міністр закордонних справ Республіки Кабо-Верде (1991–1993);
- Адвокат і юрисконсульт в Кабо-Верде (з 1993);
- Доцент і голова ISCJS, факультет права і соціальних наук (2006 — 9 вересня 2011);
- Голова ради Фонду «Право і справедливість» з моменту його створення 9 вересня 2011 р.;
- Засновник і директор журналу «Право і громадянство», видається з липня 1997 року;
- Постійний автор журналу португальського кримінального права;
- Член редакційної колегії журналу економіки і права в Лісабонському університеті;
- Президент Республіки Кабо-Верде, обраний 21 серпня 2011 року та приведений до присяги 9 вересня 2011 року.
- Поет з двома виданими книгами й десятками статей у журналах та збірках Кабо-Верде й за кордоном.
- Автор десятка книг і понад п'ятдесяти опублікованих робіт в царині права в Кабо-Верде й за кордоном.